# Biển hát chiều nay
Biển hát chiều nay là một ca khúc nhạc trữ tình của nhạc sĩ Hồng Đăng sáng tác vào khoảng năm 1979. Ca khúc được sử dụng trong nhiều bộ phim cũng như các chương trình về biển đảo của Việt Nam, đồng thời được thính giả Việt Nam coi như một tác phẩm để khẳng định, tôn vinh vẻ đẹp của biển đảo quốc gia này. "Biển hát chiều nay" còn là một trong những ca khúc tiêu biểu của Hồng Đăng, bên cạnh "Hoa sữa", "Quà tháng năm dâng Bác".

## Bối cảnh
Hồng Đăng bắt đầu có cảm xúc sáng tác một bài hát về biển từ năm 1978. Ông muốn sử dụng ngôn ngữ thơ nhạc để bày tỏ lời nhắn gửi con người "nên tự tìm cho mình con đường đúng đắn, phù hợp nhất để hướng tới một cuộc sống tươi đẹp hơn."  Theo Hồng Đăng, ông luôn coi biển trong tiềm thức sáng tác của mình.

## Sáng tác
Ông cho biết bản thân sáng tác ca khúc này trong một chuyến đi thực tế dài ngày dọc các vùng biển từ Quảng Ninh tới Cà Mau những năm 1979-1980. Theo tác giả, "Biển hát chiều nay" đã được ông sáng tác chỉ trong 20 phút. Nhạc sĩ Hồng Đăng cho rằng bài hát là tiếng nói tâm tình của người nghệ sĩ, là những xúc cảm, những rung động trước vẻ đẹp của biển đảo Việt Nam. Đặc biệt, ông thể hiện trong bài hát triết lý về mối liên hệ giữa biển và con người Việt Nam, dân tộc Việt Nam.

### Nội dung
"Biển hát chiều nay" gợi lên tinh thần lạc quan, tình yêu tha thiết của một người Việt Nam với biển đảo quê hương. Ca khúc này cũng ca ngợi tình yêu quê hương, ca ngợi đất nước ở bên bờ biển Đông.

### Âm nhạc
Giai điệu của "Biển hát chiều nay" được viết ở nhịp 6
8 được cấu trúc để mô phỏng lại sóng biển. Tiết tấu của bài hát có sự kết hợp những nốt móc đơn chấm dôi, móc kép nhằm tạo nên hình tượng âm nhạc "dạt dào, thiết tha". Toàn bộ ca từ còn được mô tả là rất "chặt" và rất "đắt".
Phần đầu của bài hát được mô tả như "lời nói dịu dàng ẩn chứa khát vọng". Phần hai, âm nhạc được chuyển sang một âm hình mới với những nhóm tiết tấu đơn chấm dôi móc kép, móc đơn tạo nên một sự hình tượng âm nhạc "ấn tượng". Phần cuối bài hát được kết lại trọn vẹn bằng thủ pháp nhắc lại câu cuối của phần hai. Hình tượng nét nhạc kết được mô tả là "lời kết trong yên bình, dịu êm".

## Đón nhận
Khi viết xong ca khúc, Hồng Đăng nghĩ ca khúc này sẽ nhanh chóng được yêu thích vì đây là một tác phẩm ông rất tâm đắc. Tuy vậy hơn 10 năm sau khi sáng tác, "Biển hát chiều nay" mới trở nên phổ biến rộng rãi khắp Việt Nam. Hồng Đăng từng nhận được điện thoại của nhiều khán giả gọi đến nói rằng "Biển hát chiều nay" là một bài hát xúc động.
"Biển hát chiều nay" không được ra đời từ trong một bộ phim, nhưng ca khúc lại được khai thác và sử dụng trong nhiều bộ phim liên quan đến biển đảo. Ngay cả nhiều chương trình truyền hình có liên quan đến biển đảo cũng chọn "Biển hát chiều nay" làm nhạc nền hoặc nhạc hiệu. Qua bài hát, Hồng Đăng được nhận xét là viết khúc tráng ca về biển như viết tình ca ngọt ngào của tình yêu đôi lứa.
Theo báo Nhân Dân, "Biển hát chiều nay" là một ca khúc tiêu biểu không chỉ trong sự nghiệp âm nhạc của Hồng Ðăng, mà còn của cả nền âm nhạc Việt Nam ở chủ đề biển đảo. Ca khúc này còn được sử dụng nhiều trong những năm Việt Nam đang có tranh chấp biển Đông. "Biển hát chiều nay" còn được xem là một biểu tượng để khẳng định, để tôn vinh Việt Nam. Nhà báo Hồ Quang Lợi cho biết ca khúc này là một tác phẩm nghệ thuật "đạt tới những giá trị về tư tưởng". Nhạc sĩ, nhà nghiên cứu phê bình âm nhạc Nguyễn Thụy Kha khẳng định "Biển hát chiều nay" là ca khúc mang triết lý nhân loại, gửi thông điệp rằng "nhân loại nên quên đau thương đi để tiến tới tương lai".
Hồng Đăng cho rằng đây là một trong những ca khúc thành công nhất với đề tài biển của mình bởi ca khúc đã được hát qua rất nhiều thế hệ ca sĩ như Tuyết Thanh, Cẩm Vân, Ngọc Bích, Lê Dung... Nghệ sĩ Ưu tú Minh Thu là một trong nhũng người thể hiện thành công ca khúc "Biển hát chiều nay" và chính Hồng Đăng cũng từng khẳng định: "Biển hát chiều nay" rất hợp với chất giọng của Minh Thu". Cô cho biết giai điệu ca khúc luôn khiến cô thấy "tự hào, hạnh phúc, thấy dịu đi những bức bối bon chen đời thường". Năm 2014, ca sĩ Mỹ Tâm cũng từng thể hiện ca khúc này ở sân vận động Hàng Đẫy, tuy vậy trong quá trình biểu diễn, Mỹ Tâm đã hát sai lời. Cô đã gửi lời xin lỗi đến nhạc sĩ trước sự chứng kiến của hàng chục nghìn khán giả có mặt trên khán đài.